# Pakpattan
Pakpattan (Urdu: پاکپتن) é uma cidade do Paquistão localizada na província de Punjab.